# Bombardier Transportation
Bombardier Transportation este un fost producător canadian de material rulant și transport feroviar, cu sediul în Berlin, Germania.
A fost una dintre cele mai mari companii din lume în industria de fabricație și service a vehiculelor feroviare și a echipamentelor. Bombardier Transportation avea numeroase birouri regionale, facilități de producție și dezvoltare la nivel mondial. A produs o gamă largă de produse, inclusiv vagoane de călători, locomotive, boghiuri, propulsie și comenzi. În februarie 2020, compania avea 36.000 de angajați și 63 de locații de producție și inginerie în întreaga lume.
Fostă filială și divizie de echipamente feroviare a Bombardier Inc., compania a fost achiziționată de producătorul francez Alstom la 29 ianuarie 2021.